# Villa Dozzio
Villa Dozzio è una villa che si trova a Tavernola, piccola frazione situata nel comune di Como.
Prende il nome dal politico Ugo Dozzio.

## Storia
La villa, originariamente distribuita su due soli piani, fu costruita dall'architetto Clericetti su incarico di Bianca Gabrini moglie di Rocco Bignami, nel 1852, come testimonia una lapide posta sul parapetto murato a lago, posta ai piedi del monumentale esemplare di cedro argentato.
La posizione è unica, rispetto alla nobili dimore circostanti, perché protesa verso il lago che in quel punto accoglie le acque del torrente Breggia, formando una punta che si staglia nettamente, e risalta l'isolamento della dimora nel contesto sulla costa, ben visibile dal lago e dalla via Regina, procedendo verso Cernobbio.
Una fonte reperita presso gli attuali proprietari recita "...panorama dalla punta delizioso e a tergo la frescura del Breggia... lo sguardo da Como a Carate, fronte Torno, le sette città di Blevio e Geno, brillano all'ultimo raggio di sole...".

## Architettura
L'edificio è composto da un corpo centrale sul quale si innesta un volume prismatico, che fuoriesce sottolineando l'importanza dell'ingresso.

## Giardino
Il complesso già dotato del vasto parco romantico, al quale si accede dalla via Regina, passò nel 1893 all'onorevole Ugo Dozzio ed è tuttora proprietà dei suoi discendenti, che nel 1939 rialzarono la villa di un piano per disporre degli spazi necessari per ospitare l'intera famiglia.
Caratteristico il colore degli intonaci rosati, esaltati dalle radure prative e dalle masse verdi che le circoscrivono, disposte coerentemente con i canoni del parco all'inglese.
L'imponente cancello d'ingresso è dominato da alcuni esemplari di ippocastano, che separano verso il lato meridionale il lungo viale di accesso alla villa, dalla costruzione della portineria e degli ambienti di servizio. Il viale, in ghiaia, si snoda lasciando intravedere i golfi prativi dominati da esemplari di tiglio, bagolato, frassino e da una monumentale pterocaria.
Il parterre che fronteggia l'accesso principale alla villa è insolitamente dominato da macchie di nespolo del Giappone, mentre ovunque è un fiorire spontaneo di allori, tassi, disposti anche in siepi miste ai quali si aggiungono esemplari di bosco.
Il parterre verso il lago, al quale si accede da una scalea simmetrica, è dominato, oltre che dall'originale esemplare di cedro, da pini domestici, che si riproducono, sostituendosi, per disseminazione naturale e caratterizzano il promontorio.